# Melinis tomentosa
Melinis tomentosa är en gräsart som beskrevs av Alfred Barton Rendle. Melinis tomentosa ingår i släktet Melinis och familjen gräs. Inga underarter finns listade i Catalogue of Life.